# Volary (nádraží)
Volary jsou železniční stanice v jihozápadní části města Volary v okrese Prachatice v Jihočeském kraji nedaleko Volarského potoka. Leží na neelektrizovaných jednokolejných  železničních tratích Číčenice – Nové Údolí a Strakonice–Volary.

## Historie
Dne 15. října 1893 otevřela společnost Pošumavské místní dráhy železniční spojení své trati z Číčenic, odkud od roku 1868 procházela železnice v majetku společnosti Dráhy císaře Františka Josefa (KFJB), spojující Vídeň, České Budějovice a Plzeň, do Prachatic. Železniční spojení bylo do Volar prodlouženo 16. října 1899. Nově postavené nádraží zde vzniklo dle typizovaného stavebního vzoru.
9. července 1900 pak projekt téže společnosti propojil trať z Vimperka do Volar, 15. října 1893 dovedenou do Vimperka ze Strakonic. 12. června 1910 byla Pošumavskými místními drahami zprovozněna trať vedoucí přes Nové Údolí přes hranici do Německa.
Roku 1925 byla společnost Sdružené pošumavské místní dráhy zestátněna a správu přebraly Československé státní dráhy.
Do 9. prosince 2017 zde provozovaly pravidelnou osobní dopravu České dráhy, od 10. prosince převzala tuto dopravu společnost GW Train Regio.

## Popis
Nacházejí se zde čtyři nekrytá jednostranná nástupiště, k příchodu k vlakům slouží přechody přes koleje.